# ターバン

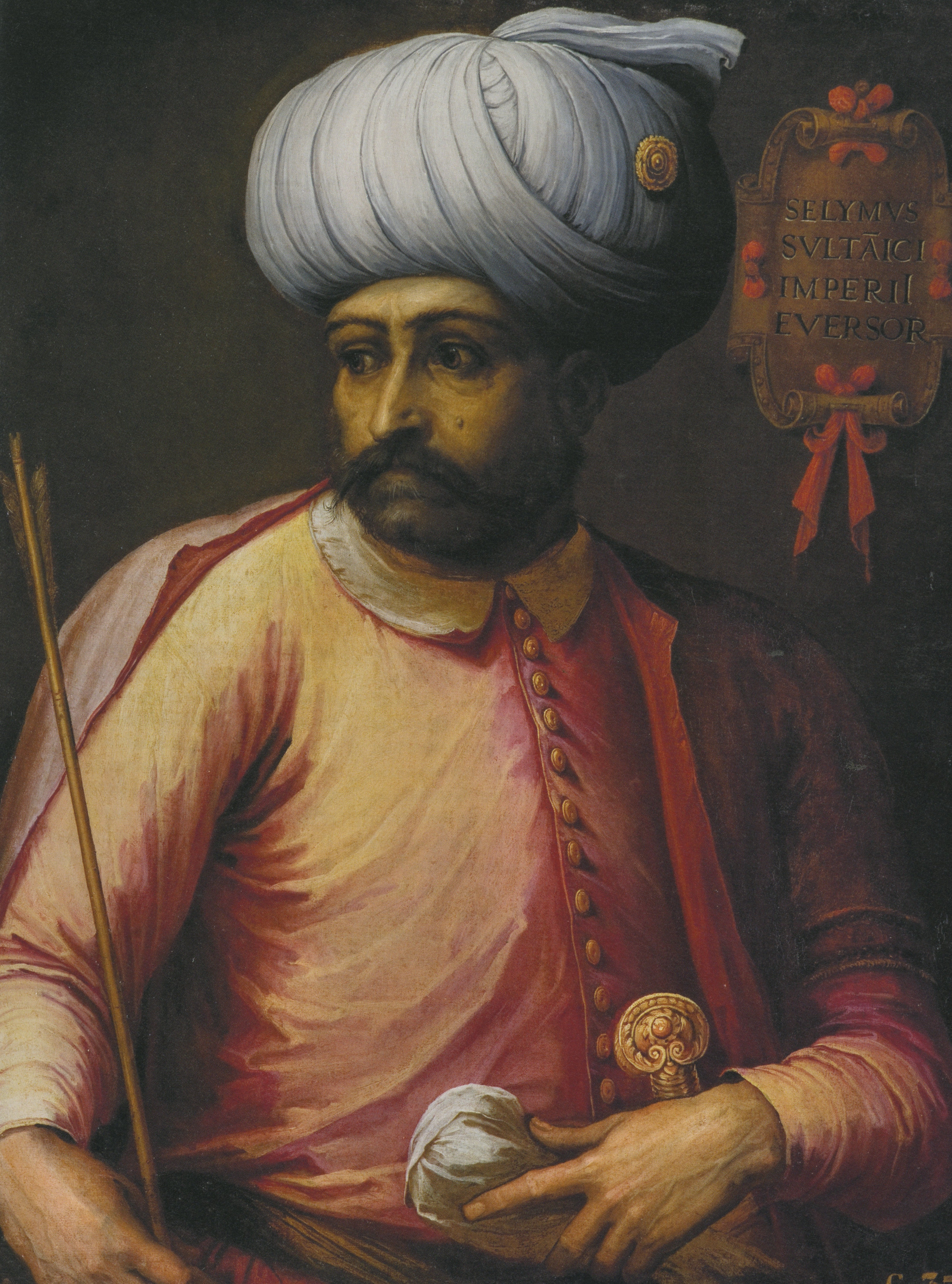
ターバンを巻いたセリム1世

ターバン（Turban）は、伝統的に中東諸国およびインド亜大陸で用いられる頭に巻く帯状の布。
イスラームではアッバース朝期以降、宗教的敬虔さの象徴として扱われ、現代でもウラマーやイスラーム復興に親近感を持つ者が好んで用いる。またインドなどのシク教徒も日常的に用いており、インドにおいてはターバン着用者は二輪車運転時のヘルメット着用を免除されているほか、軍隊にも制定品が準備されている。
こうしたことからターバンはイスラームやインドに対する外部からのイメージの中で重要な位置を占めるが、現在では単に頭部の布巻きものという非常に広い意味を持っている。したがって必ずしもイスラームなどと結びつけられるものではなく（たとえばフェルメールの『真珠の耳飾の少女』の別名『青いターバンの少女』や、黄巾の乱の英語表現Yellow Turban Rebellionなど）、布を巻いた形状の帽子もターバンと呼ばれて売り出されている。

## 語源と形状・機能
ターバンという語はペルシア語 دلبند Dulbandがトルコ語 Tülbentを経て15世紀末頃からヨーロッパ諸語に取り入れられたものである。アラビア語では、عمامة `imāmaと呼ばれる。
ヒンディー語では、パグリー（पगड़ी　pagṛī）またはウシュニーシュ（उश्णीष　uśṇīṣ）と呼ばれる。
ただしターバンを上記の定義のように捉える場合、ドゥルバンドはそのうちの一つに過ぎず、イスラーム世界におけるターバン、それもイメージされるような男性が用いるターバンを指す用語だけでも非常に多彩でありそれぞれ形状を異にする。アラビア語のイマーマが日本語のターバンの意味やイメージに近いが、それでも一対一対応する語ではない。
ターバンは通常、扁平で頭の形にそった丸い帽子をかぶり、そこに巻くもので、発汗の抑止や、布を巻くことで空気を含ませて頭部の暑さや寒さを抑える効果、あるいは砂漠地帯では砂よけの効果を持つ。同時に装身具としての視覚的意味合いがある（後述）。

## イスラム世界におけるターバン
現在のターバンは扁平で頭の形にそった丸い帽子をかぶりそこに布を巻くものだが、帽子と布巻きはそれぞれ分けて考える必要がある。帽子自体は非常に古い起源をもち、円柱状の帽子は古代エジプトやハカーマニシュ朝（アカイメネス朝）で用いられたものであり、ジャーヒリーヤのアラブにとってペルシア人の象徴でもあった。それに対して布を巻いた形状はアラブに特有のものとされた。イスラーム期においても布を巻くということがアラブのアイデンティティーであるという主張がなされている。
身分表示機能も重要で、歴史的には武官に対する文官・ウラマーとしての身分表示や、特定のスーフィー・タリーカへの所属、宗教、出自などさまざまな意味を持った。たとえば現在のイランでは黒ターバンを巻いているのは預言者ムハンマドの子孫セイイェド（サイイド／シャリーフ）のウラマーである。
また19世紀以降、各国で近代主義的改革が行われるようになると、ターバンを巻く者はこれに反対する伝統主義者と見られるようになった。現在都市部ではウラマーやイスラーム復興主義者でもない限り、ターバンを巻いた者はほとんどいない。

## ファッション
- 2019年、イタリアのグッチは、アメリカの百貨店ノードストロームのサイト上でターバンをモチーフにした帽子をネット上で発表したが、戒律上の義務でターバンを着用するシーク教徒から非難が集中。その後、ノードストローム側が謝罪して掲載を取りやめている。
- プロレスラー・タイガー・ジェット・シンがターバンを凶器として使用するなどトレードマークにしていた。
- また、内田あかりは1974年発表の「浮世絵の街」のジャケットやステージ衣装に浮世絵をイメージしたターバンを巻いていた。

## ギャラリー

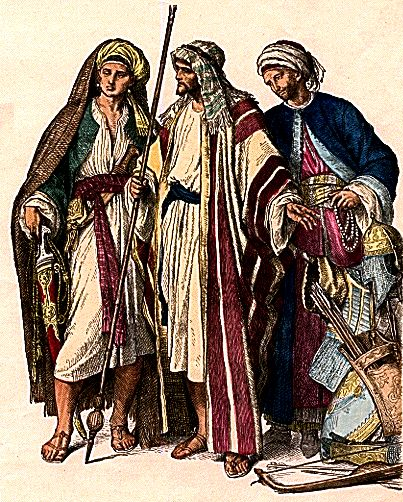
｢4から6世紀｣と題されたターバンを巻いたアラブ人が描かれた19世紀の絵画
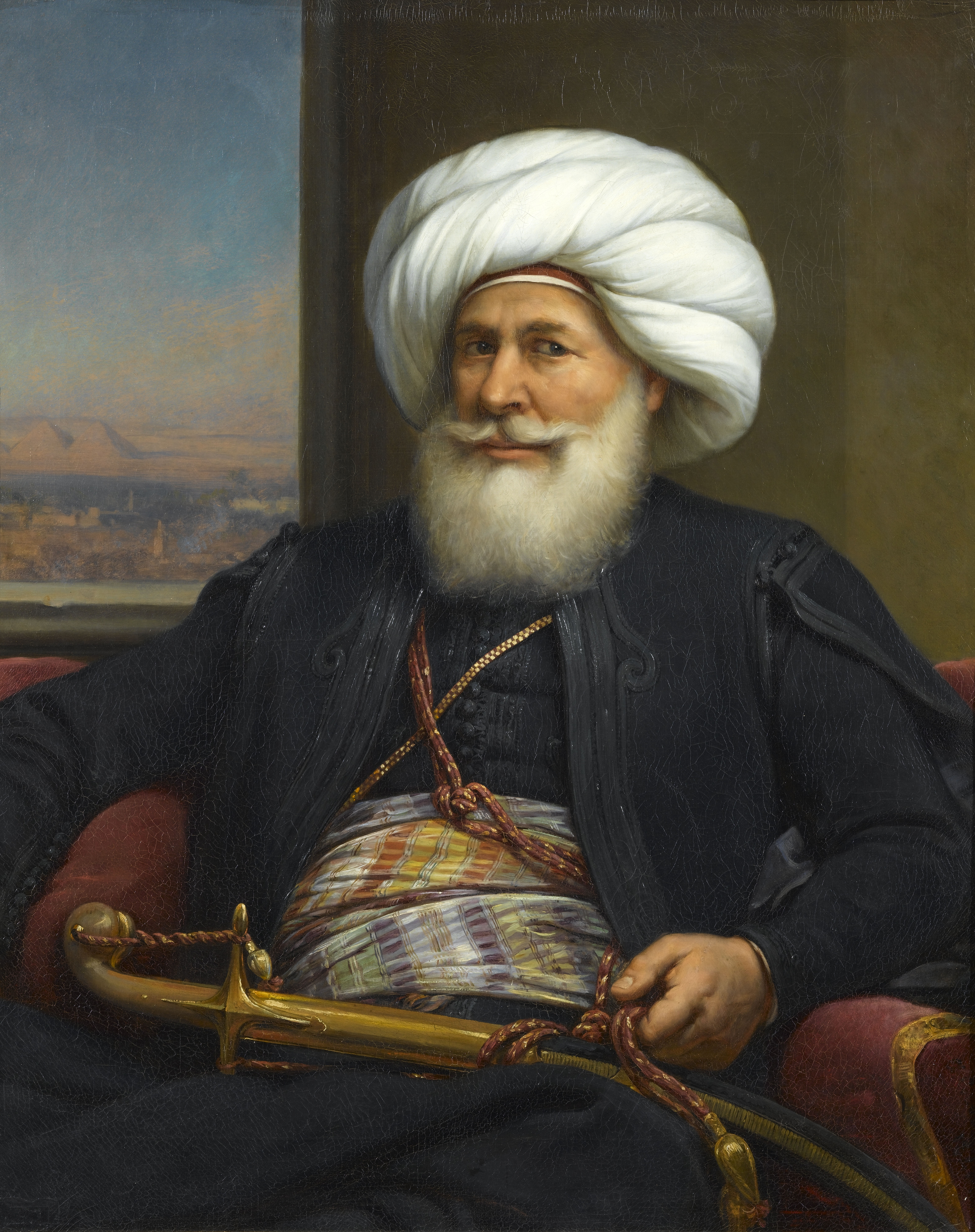
ターバンを着用するムハンマド・アリー
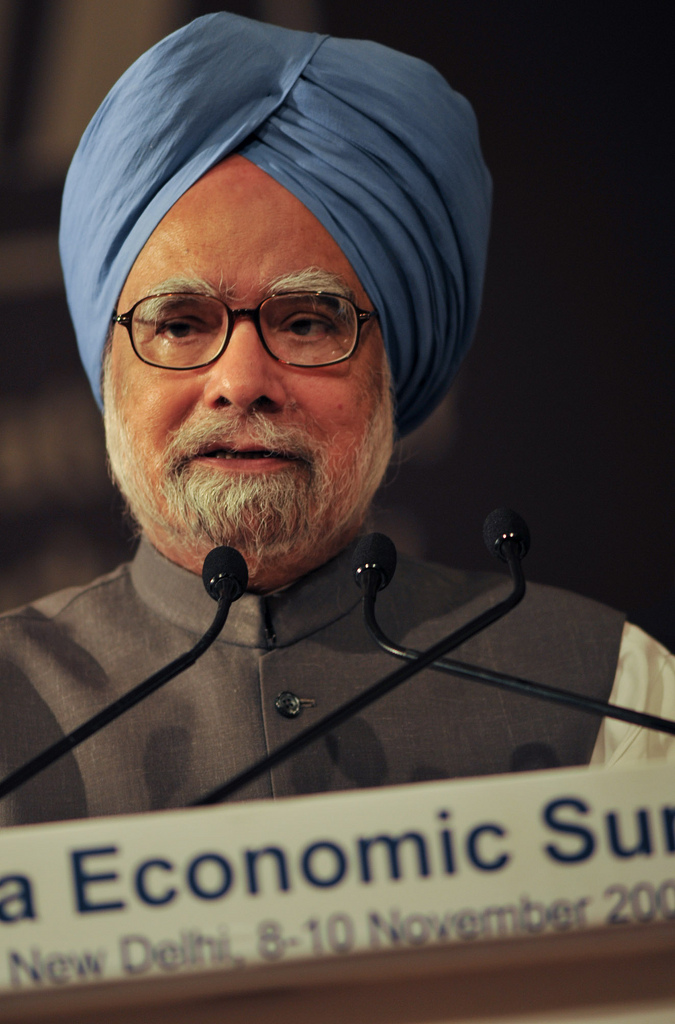
ターバンを着用するマンモハン・シン印首相
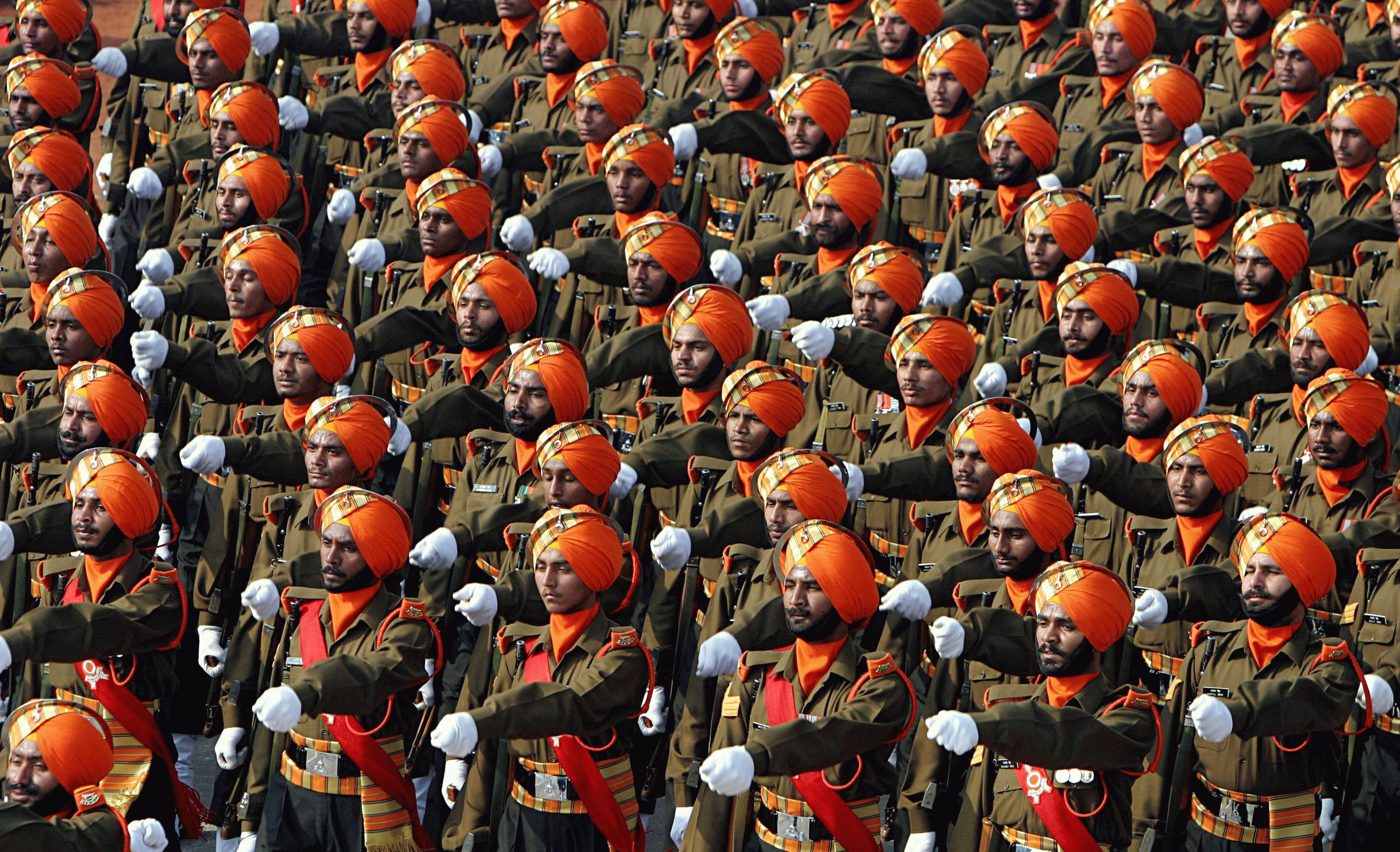
インド陸軍シーク連隊。シーク教徒はターバンの使用が許されており、国連平和維持活動ではベレーではなくターバンを使用している。
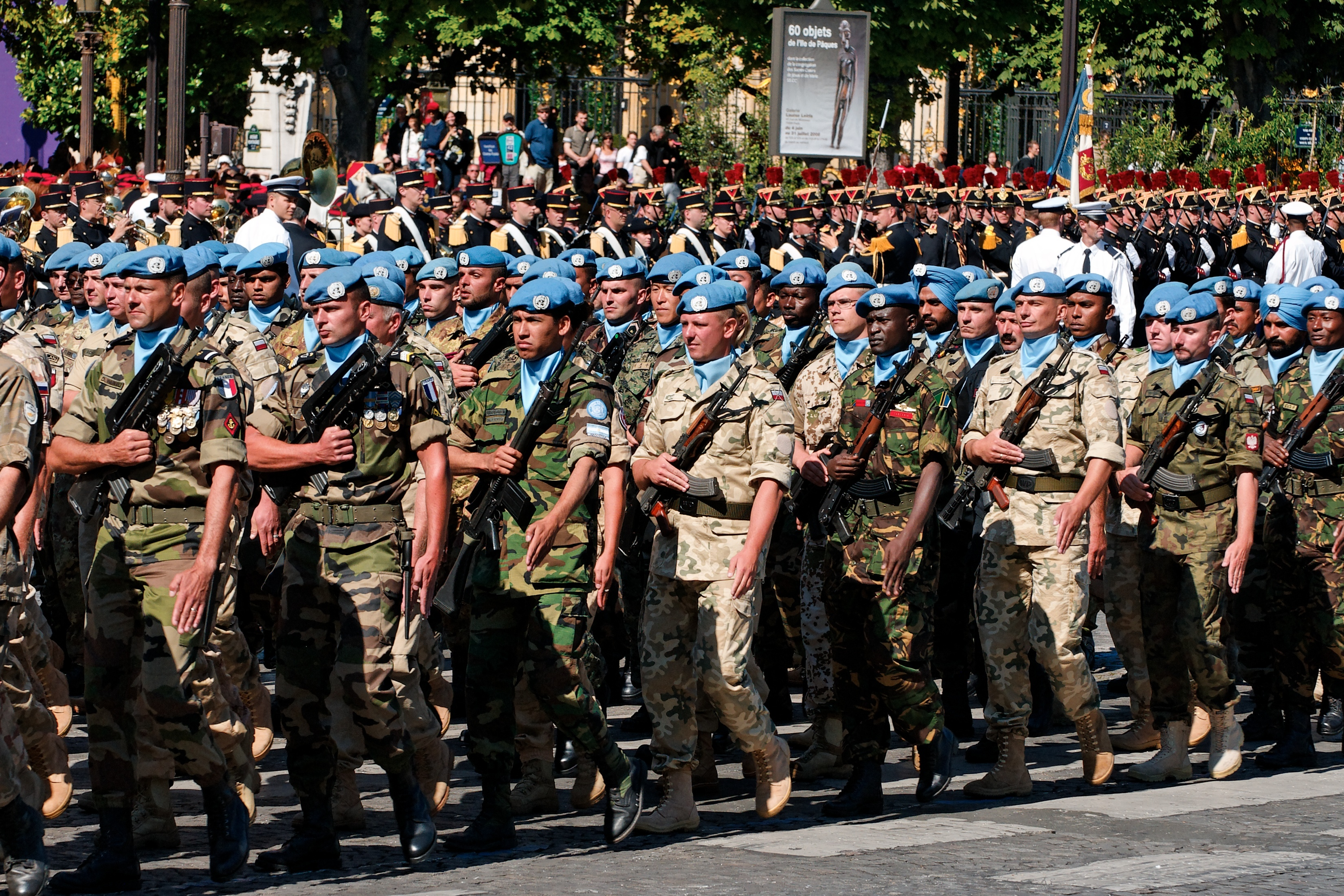
国連平和維持活動参加部隊によるパレード。各国がベレーの中、インド軍のシーク教徒隊員だけターバンを着用している。
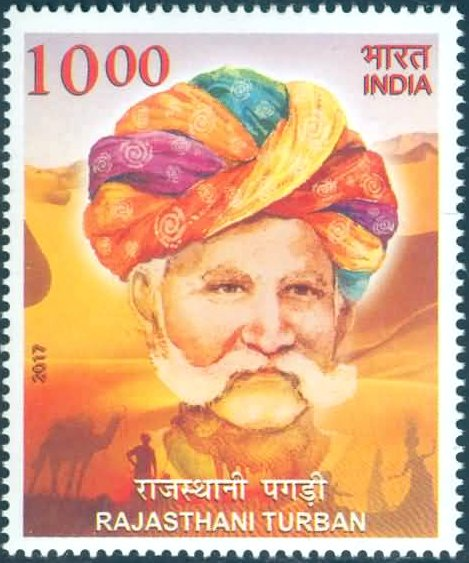
ラージャスターンのパグリー
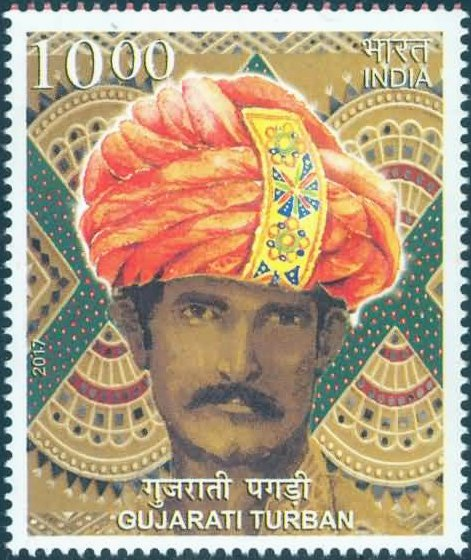
グジャラートのパグリー
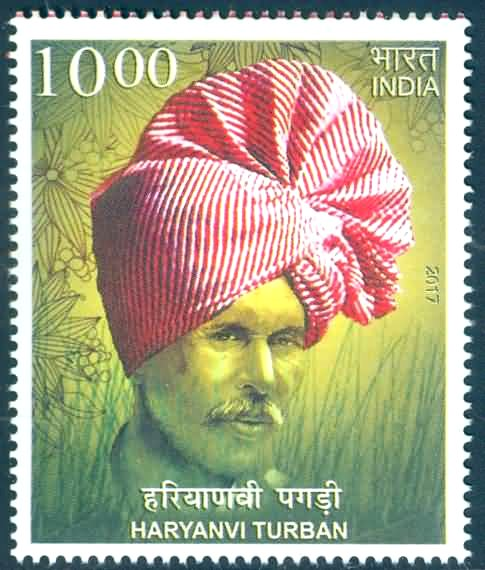
ハリヤ―ナーのパグリー
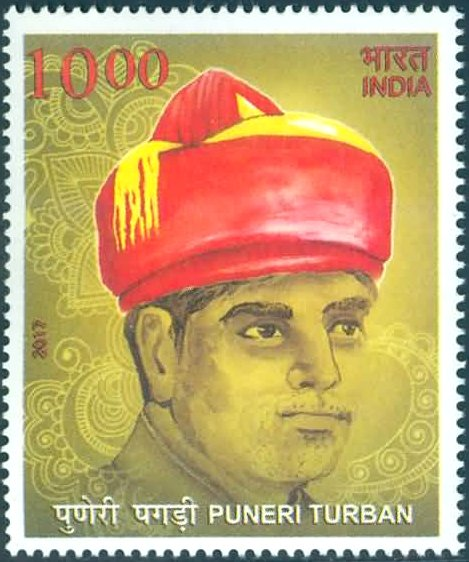
プネーのパガディ(pagadi)
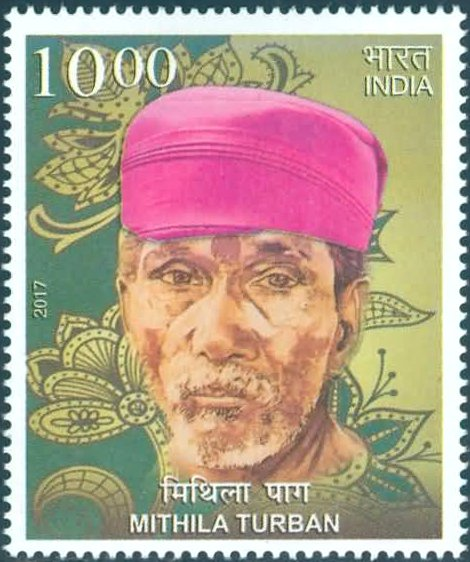
ミティラーのパーグ(paag)
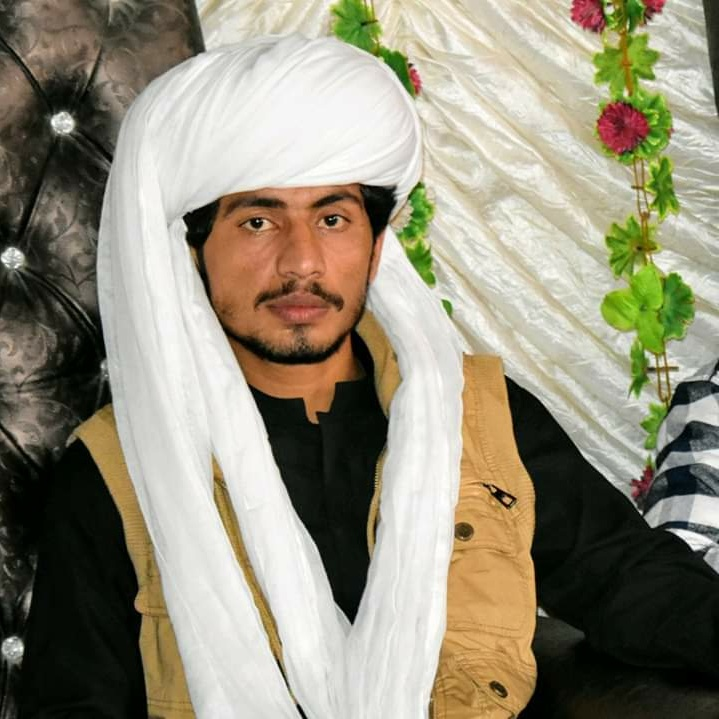
バローチ人のパーグ(پاگ pág)
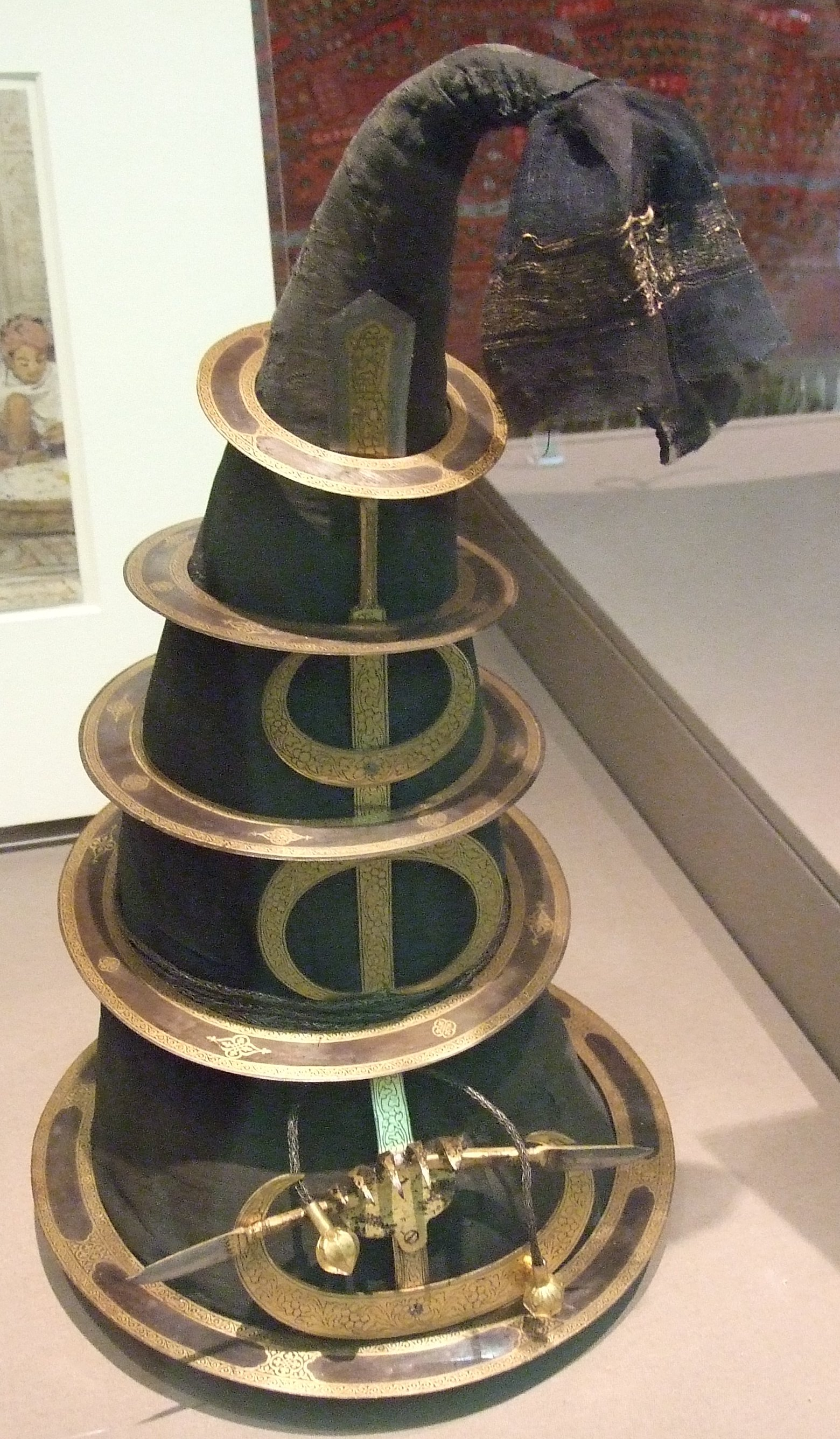
シク教徒のダスタール・ブンガ(dastar bunga)
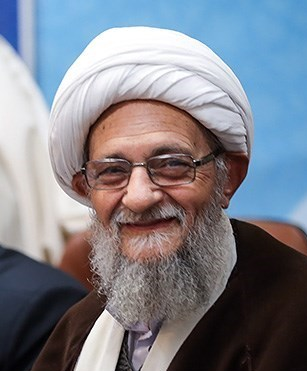
エマーメ(عمامه)を巻いているイランの聖職者
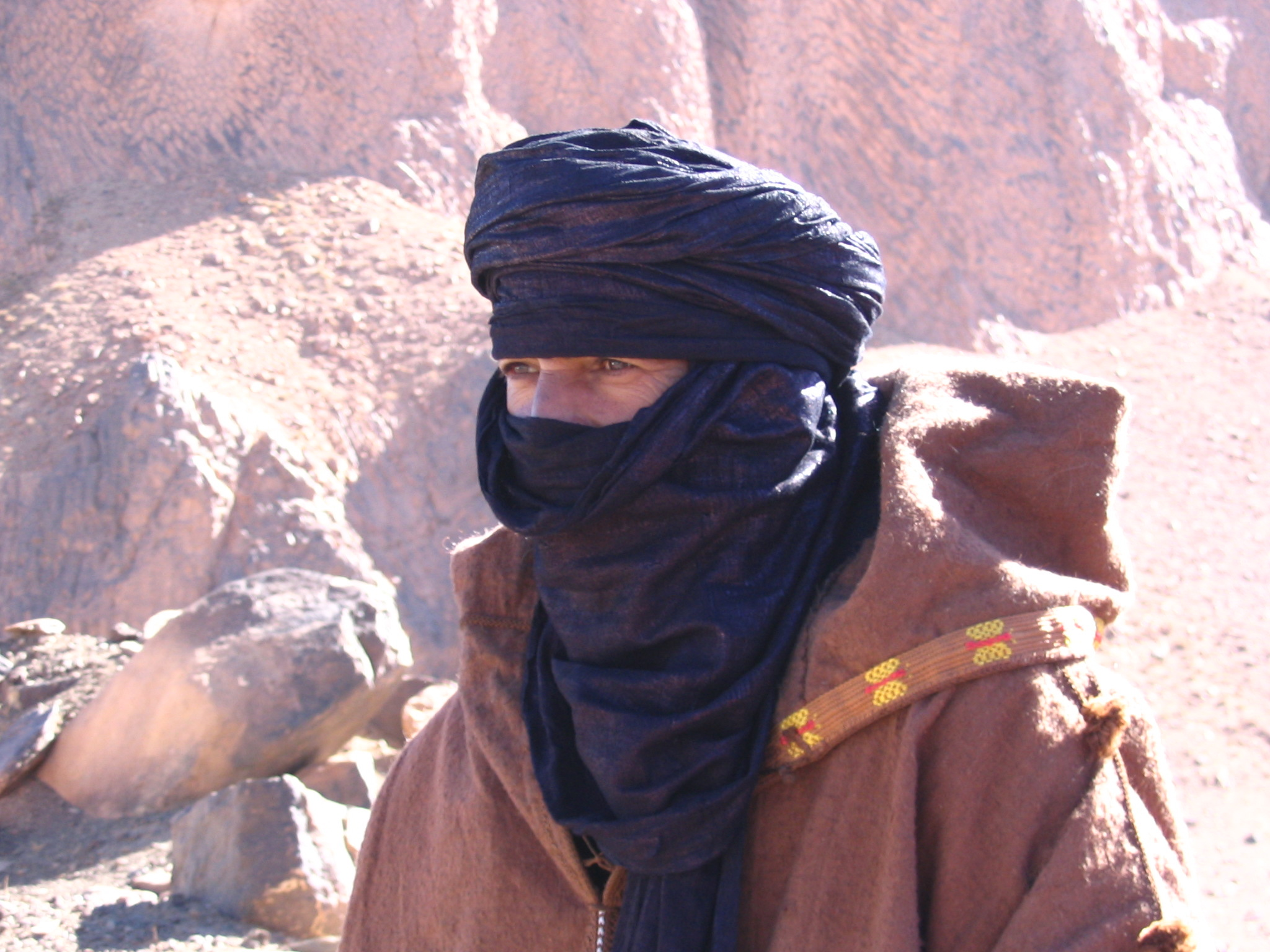
タゲルムスト(tagelmust)を着用しているトゥアレグ人
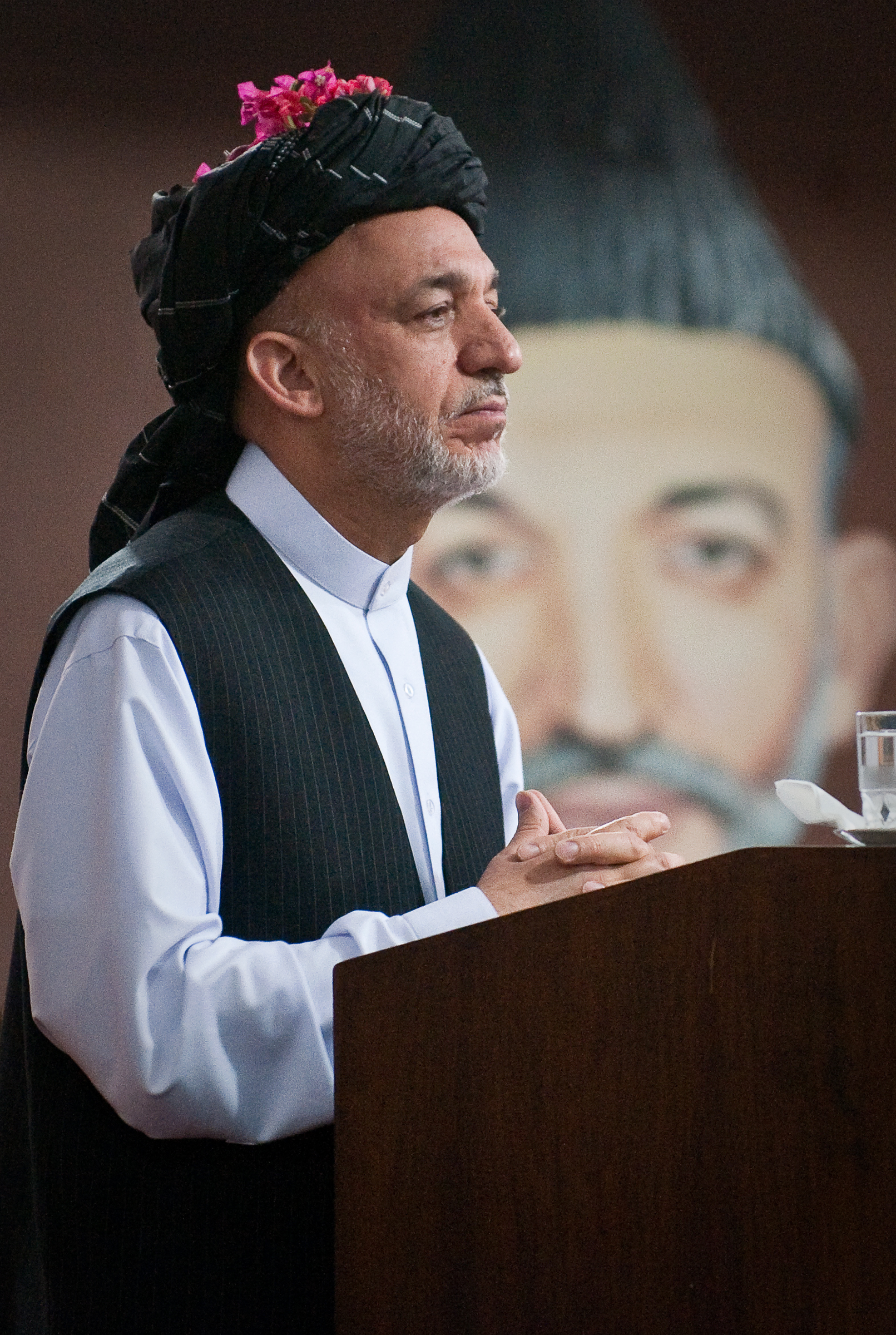
ルンギー(lungee)を巻いているアフガニスタンのハーミド・カルザイ
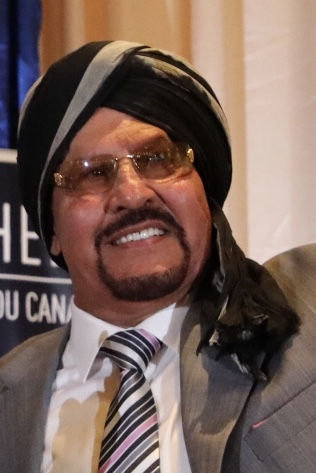
プロレスラー・タイガー・ジェット・シン（2018年）